# Тюдор
Династията на Тюдорите е известна европейска кралска династия с уелски произход, управлявала кралство Англия и подчинените му територии, включително феодална Ирландия и кралство Ирландия, от 1485 до 1603. Нейният първи монарх е Хенри Тюдор, потомък по бащина линия на владетелите на уелското кралство Дехеубарт. По майчина линия той е потомък на клон на английската кралска династия Ланкастър. Семейството на Тюдорите взима властта веднага след Войната на розите, в която побеждава династията Ланкастър. Първият от династията спечелва короната на Англия в битката на розите, където династията Тюдор започва своето управление побеждавайки Йорк. Хенри VII се жени за Елизабет Йоркска, която му ражда 4 деца, те са Мери (кралица на Франция), Маргарет (кралица на Шотландия), Артур и Хенри, който по-късно става Хенри VIII. Артур е най-големият и бива сгоден за Катерина Арагонска.

## Хенри VII (1485 – 1509)
През 1422 г. уелският земеделец и рицар Оуен Тюдор (ок. 1400 – 1461) се жени за Катерина дьо Валоа (1401 – 1438), дъщеря на френския крал Шарл VI Безумния и вдовица на английския крал Хенри V. Той е убит през 1461 г. по заповед на херцог Хъмфри Глостър, брат на първия ѝ съпруг. От съпругата си той има една дъщеря и трима синове:
1. Тасинда Тюдор (1425 – 1469), ∞ за Реджинал де Уинтън (1421 – 1493/94);
2. Оуен (Томас) Тюдор (1429 – 1502), монах в Уесминстърското абатство;
3. Едмънд Тюдор (1430 – 1456), 1-ви граф на Ричмънд от 1453 г., ∞ 1455 за Маргарита (1443 – 1509), дъщеря на Джон Бофорт, херцог на Съмърсет и племеница на крал Хенри IV;
4. Джаспър Тюдор (1431 – 1495), граф на Пембрук (1452 – 1461 и от 1485), херцог на Бедфорд (от 1485), лорд Гламорган (от 1486), ∞ 1483 за Катерина (1458 – 1497), дъщеря на Ричард Будвил, 1-ви граф Риверс.[1]

Едмънд Тюдор и Маргарита са родители на единствен син Хенри (28.1.1457 – 21.4.1509), граф на Ричмънд (1457 – 1461). Първоначално той е емигрант във Франция. Възползвайки се от всеобщото недоволство сред англичаните срещу крал Ричард III, Хенри се завръща в родината през 1485 г. и оглавява борбата на Ланкастърите срещу управляващата династия. Разгромява и убива Ричард III при Босуърт, след което заема престола. Коронован е за крал под името Хенри VII (1485 – 1509). Това слага край на Войната между Червената и Бялата роза. По негово време Англия поддържа външен мир и стопанството ѝ укрепва. основната му задача е да помири двата двата враждуващи лагера, като взема за съпруга Елизабет (1466 – 1503), дъщеря на крал Едуард IV, която му ражда двама синове и две дъщери:
1. Артър Тюдор (1486 – 1502), херцог на Корнуел (от 1486), граф на Честър и принц на Уелс (от 1489), ∞ 1501 за Катерина (1485 – 1536), дъщеря на арагонския крал Фернандо II и кастилската кралица Изабела I;
2. Маргарет Тюдор (1489 – 1541), ∞ (1) (1503) за краля на Шотландия Джеймс IV, ∞ (2) (1514, развод 1527) за Арчибалд Дъглас (1489 – 1557), 6-ти граф Ангъс, ∞ (3) (1528) за Хенри Стюарт (†ок. 1551), лорд Метвен;
3. Хенри VIII (28.6.1491 – 28.1.1547), следващ крал на Англия;
4. Мария Тюдор (1496 – 1533), ∞ (1) (1514) за френския крал Луи XII, ∞ (2) (1515, тайно) за Чарлз Брандън (1484 – 1545), 2-ри херцог на Съфолк.[1]

## Хенри VIII (1509 – 1547)
Поради ранната смърт на престолонаследника Артър Тюдор на престола се възкачва неговият по-малък брат Хенри VIII (1509 – 1541), който взема за съпруга през 1509 г. овдовялата Катерина. Младият крал е типичен владетел от епохата на Ренесанса. Високообразован, той се обгражда с хора на изкуството и проявява силен интерес към богословието. Първоначалният му политически курс е насочен към съюз с папата и Испания срещу Франция. От шестте деца, родени от съпругата му Катерина, пълнолетие достига единствено Мария I (18.2.1516 – 17.11.1558).
Липсата на престолонаследник кара краля да поиска развод от папата. След като искането му е отхвърлено, той прекратява отношенията си с Рим и през 1533 г. се развежда с Катерина и се обявява за глава на Англиканската църква. това е началото на Реформацията в Англия. Конфискацията и продажбата на манастирски имоти спечелват на краля много привърженици сред новите им собственици – английските благородници. През 1541 г. Хенри VIII се провъзгласява за крал и на Ирланздия. окончателно свързва Уелс с Англия и нанася редица поражения на шотландците. През 1533 г. кралят сключва брак с придворната дама Ан Болейн (ок. 1507 – 1536), дъщеря на Томас Болейн, граф на Уилтшир. Тя също не оправдава надеждите му за престолонаследник, раждайки дъщеря на име Елизабет (7.9.1533 – 24.3.1603). Кралицата е обвинена в прелюбодейство и екзекутирана на 19 май 1536 г., а десет дни по-късно Хенри VIII взема за трета съпруга Джейн Сиймур (1508/09 – 1537). Тя умира на следващата година при раждането на бъдещия крал Едуард VI (12.10.1537 – 6.7.1553). Политически съображения довеждат до поредния брак на владетеля с Ана (1515 – 1557) през януари 1540 г., дъщеря на херцог Йохан III фон Юлих-Клеве-Берг – един от водачите на германските протестанти. Този брак също е нетраен и е анулиран през юли същата година. Същия месец Хенри VIII се жени за пети път за Катрин (1520/25 – 1542), дъщеря на сър Едмунд Хауърд, която след по-малко от две години е изпратена на ешафода. През 1543 г. кралят се жени за шести път за Катрин Пар (ок. 1512 – 1548), която след смъртта му сключва брак с адмирал Томас Сеймур.

## Едуард VI (1547 – 1553)
Хенри VIII е наследен от единствения си син Едуард VI (1547 – 1553). Краткото му управление се характеризира със задълбочаването на Английската реформация и с тежката финансова криза, обхванала кралството.

## Джейн Грей и Мария I Тюдор (1553 – 1558)
След смъртта на Едуард VI протестантската аристокрация издига на престола Джейн Грей (1553), правнучка на Хенри VII по майчина линия. Само десет дни по-късно законната наследница Мария I (1553 – 1558), първа дъщеря на Хенри VIII от брака му с Катерина Арагонска, успява да я отстрани от управлението и е призната за кралица. Тя се заема да възстанови католицизма в Англия и подлага на гонения и екзекуции видни протестанти. Това и донася прозвището Кървавата Мери. След като се омъжва през 1554 г. за овдовелия испански крал Фелипе II, тя се включва във войната му с Франция. Претърпява поражение и през 1558 г. губи последното английско владение на континента – крепостта Кале.

## Елизабет I (1558 – 1603)
Недоволството от политиката на Мария I постепенно заглъхва след възцаряването на сестра ѝ Елизабет I (1558 – 1603), родена от брака на Хенри VIII с Ан Болейн. първата задача на новата кралица е да възстанови Англиканската църква и да установи добри отношения с протестантските държави. Враждебността на крал Фелипе II, както и стремежът на английските мореплаватели и търговци да се включат в овладяването на Новия свят, довеждат до сблъсък с Испания. Разгромът в Ламанша през 1588 г. на огромния испански боен флот, наречен Великата армада, поставя началото на английското превъзходство по море. Вниманието, което кралицата отделя на стопанското развитие, води до финансов и културен подем в ренесансова Англия. Елизабет I не се омъжва до края на живота си. След смъртта ѝ на власт идва шотландската династия Стюарт.